# Thubten Ngödrub

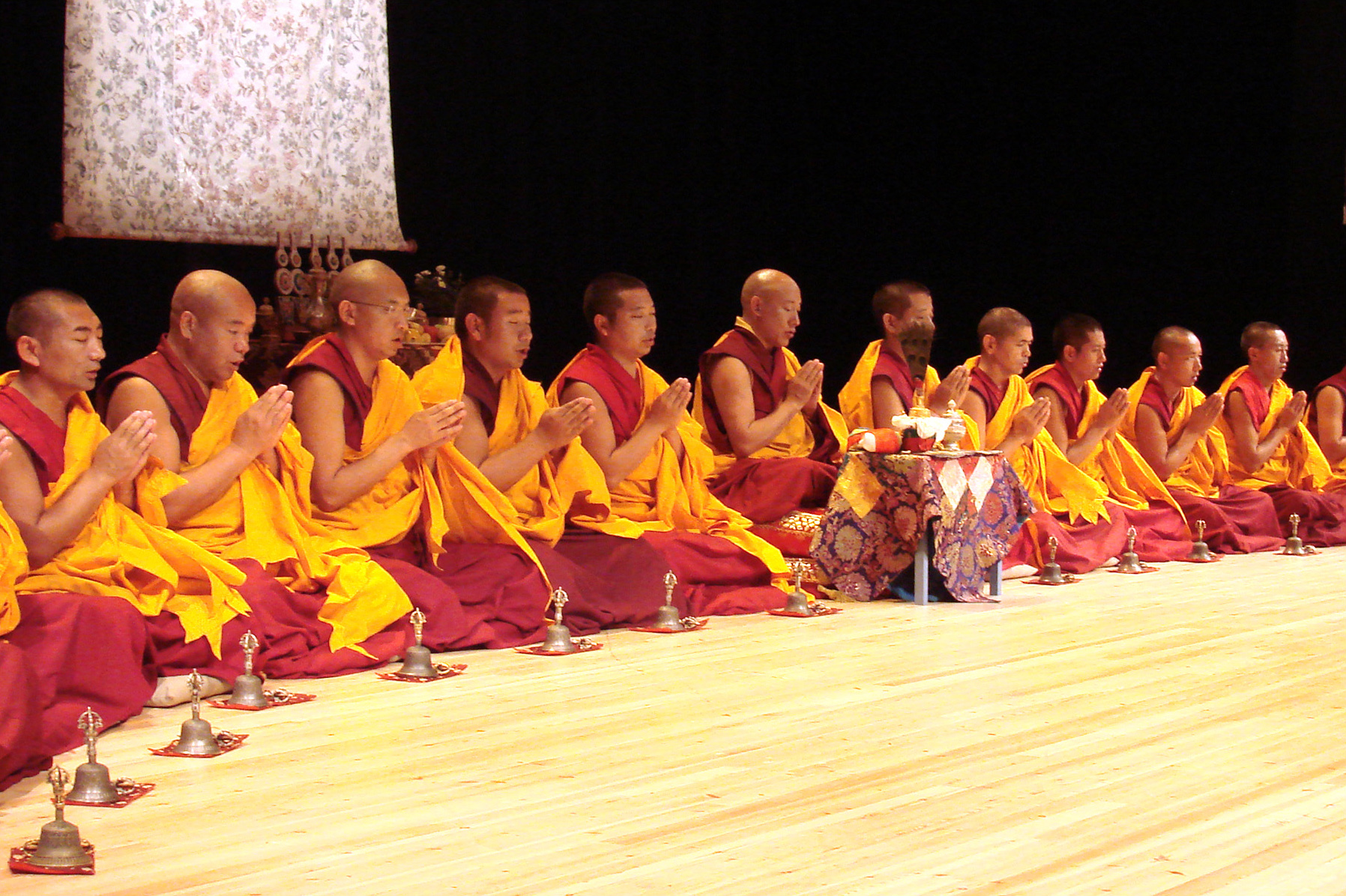

Thubten Ngödrub (* 13. Juli 1957 in Pagri (Tibet)) ist seit 1987 das Staatsorakel des derzeitigen 14. Dalai Lama Tendzin Gyatsho und Vizeminister der tibetischen Exilregierung.

## Leben
Ngödrub flüchtete als Zweijähriger mit seinen Eltern nach dem Tibetaufstand 1959 aus seiner Geburtsstadt Pagri nach Indien. Seine Eltern waren im Straßenbau tätig. Ngodups Begabungen fielen früh auf. 1969 kam er nach Dharmshala, den Sitz der tibetischen Exilregierung in Indien. Er wurde dort ins Kloster Nechung gegeben und wurde 1971 Mönch. Bereits als junger Mann fiel Ngodup in Trance. Nach dem Tod von Lobsang Jigmé im Jahr 1984, der das 13. Staatsorakel gewesen war, wurde Ngodup am 4. September 1987 zum 14. Staatsorakel ernannt.
Ngödrub lebt in einem Gebäude gegenüber dem Kloster Nechung. Über das Orakel kommt der jeweilige Dalai Lama mit Dorje Dragden, einer tibetischen Schutzgottheit, in Kontakt. Über die Folgen einer Trance sagte Ngödrub: „Mein Herz schlägt schneller nach dem Erwachen (… )“ „Aber ich kann mich im Nachhinein an nichts mehr erinnern.“ Die Trancen finden unregelmäßig statt, jedoch stets zum tibetischen Neujahr.

## Ablauf einer Orakelbefragung
„Wenn der Dalai Lama eine Frage hat, legt Thubten Ngödrup sein 40 Kilo schweres Ritualgewand an. Weihrauch wird angezündet, und Helfer setzen ihm eine mächtige Krone auf den Kopf. Dann tanzt das Orakel so lange zu Blashorn- und Zimbelmusik, bis es in Trance fällt und Sätze murmelt, die nur für geschulte Ohren zu verstehen sind. Der Dalai Lama glaubt fest an die Prophezeiungen. Er habe im Rückblick festgestellt, ‚dass das Orakel noch immer recht hatte‘, sagte er einmal.“

## Werke
- Nechung, l’oracle du dalaï-lama, Autobiografie mit Françoise Bottereau-Gardey und Laurent Deshayes. Presses de la Renaissance. Paris 2009, ISBN 978-2-7509-0487-6